# Print 2.0
Print 2.0 es un concepto acuñado por Hewlett-Packard para referirse a una segunda generación de impresión: la impresión desde la Web, donde los usuarios puedan imprimir páginas acomodando el contenido en el orden deseado. Es además un concepto alineado al de Web 2.0, que busca fomentar la colaboración y el intercambio de información entre los usuarios de una forma simple y dinámica.

## Objetivos de Print 2.0
- Entregar una plataforma de impresión digital de próxima generación que aumente la velocidad y disminuya el costo de impresión para los mercados comerciales de gran volumen.
- Facilitar la impresión desde Internet.
- Extender las plataformas de creación de contenido digital y publicación a todos los segmentos de usuarios.

## Proyecciones de Print 2.0
Se estima que para el 2010 existan más de 53 trillones de páginas digitales, a medida que aumenta el contenido que se mueve en la Red, y los distintos tipos de usuarios (desde los caseros hasta las multinacionales) encuentran nuevas formas de utilizar la Web para crear y compartir. En este contexto, Print 2.0 busca ayudar a optimizar ambientes de impresión, administración de infraestructuras y transformación de los flujos de trabajo de impresión, ofreciendo a las pequeñas empresas opciones rentables para desarrollar e imprimir materiales dentro de la empresa con la misma calidad que si hubieran sido subcontratados a especialistas.
Con la propuesta Print 2.0 se pretende brindar a los usuarios la oportunidad de crear e imprimir exactamente lo que necesiten, sin requerir ayuda externa, aprovechando la fuerza de Internet para que los usuarios se comuniquen, colaboren y publiquen su contenido.